# 石器時代

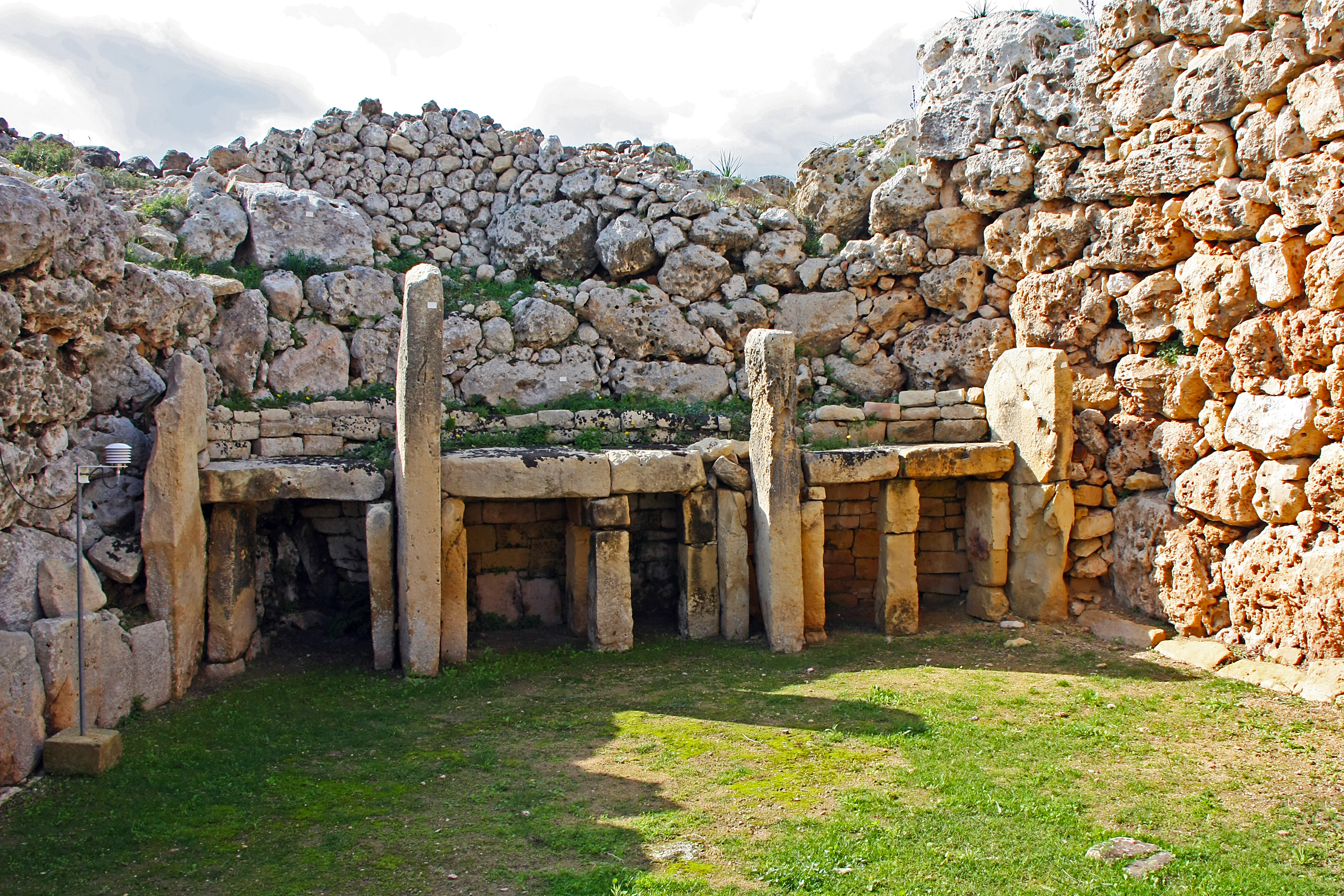
位於戈佐島的詹蒂亞神廟

石器時代，指人們以石頭作為工具使用的時代，當時因為科技不發達，人們只能以石頭製造簡單的工具。而隨著時代的演進，人們對石器的研製也在不斷改進。石器時代大致可分為舊石器時代、中石器時代和新石器時代三個時代:p.13工具或武器，而玄武岩和沙岩則被用來製成石製磨具，比如手摇磨。同時生物性材料如木材、骨、貝殼、鹿角和其他的材料也被廣泛地使用。在石器時代的後期，粘土等材質也被利用來製成陶器。一系列的冶金技術的革新則被用來描繪後來的年代紅銅時代、青銅時代和鐵器時代。
石器時代包含了人類演化過程中的第一次科技的大範圍傳播，以及人類從東非薩瓦納地區向世界其他地區的“石器時代”的稱呼被考古學家用來表示冶金時代以前的漫長時期，這段時間約占人類歷史的99%以上:p.13，在這段時期中各種石器的使用遠比用其它（更軟的）材料所製的工具多。在約翰·盧伯克1865年所著的經典書籍《史前時代》（Pre-historic Times）中，石器時代是其三時代系統中的第一级，又被細分為舊石器時代、中石器時代和新石器時代。事實上，在不同的地區（和文化）中，時代的更替彼此間有非常大的不同。而且，甚至在冶金時代中人類仍不斷地向新的地區擴張，因此當被提及到時，并没有一個確定統一的“石器時代”。

## 对石器时代的考古学研究

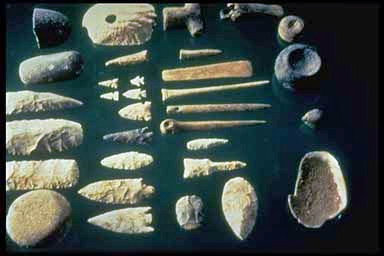
各种石器

石器时代的时间范围是含混不清且饱受争议的，因地区的不同而有很大的不同。不过可以提出一个笼统的全人类的“石器时代”的年代。有些种族由于从未发展出一种冶金科技，在遇到科技更发达的种族之前一直保持在“石器时代”之中。然而，一般地说，石器时代被认为是从大约300万年以前，当第一件人造的工具在非洲出现开始的。大多数南方猿人很可能并不使用石器（尽管石器可能是傍人“罗百氏”所发明的）但对他们的遺跡的研究仍表明情况与那些考古专家的报告相吻合。
石制品非常普遍，通常情况下也是至今仅存的遗留物，因此对石器的研究是借以研究当时情况一种主要的且专门化的形式。这涉及到对石器的测量以决定它们所包含的象征学意义、功用和制造技术。这通常还会牵扯到对石器的原材料的还原，以分析石器确切的制造过程。这也可以通过试制工具复制品的方法利用实验考古学加以检验。

## 舊石器時代

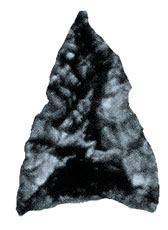
石製箭頭

舊石器時代在考古學上是以使用打製石器為標誌的人類文化發展階段，是石器時代的早期階段。一般認為這段時期在距今約250萬年－約1萬年前。地質時代屬於上新世晚期更新世。時期劃分一般採用三分法，即舊石器時代早期、中期和晚期，大體分別相當於人類的直立人階段、早期智人階段、晚期智人階段 。
大約在上新世末期的非洲，一支被稱為能人的現代人類的祖先，製作出了已知最早的石制工具。這些非常簡單的工具就是我們所知的石器。能人被認為是掌握了奥杜韋文化時期利用薄岩片和石芯的製造工藝。這種石制工業由它的產生地坦桑尼亚的奧杜韋峽谷加以命名。這些人類很可能並不打獵，而是以食用腐肉和野生植物為生。大约在150万年前，一支演化程度更高的人種，直立人出現了。直立人學會了掌握火和製造更複雜的石器的技巧，同時活動範圍由非洲擴張到的亞洲，如中國的周口店人。在歐洲人類活動的最早證據是100萬年前被使用的一種更先進的手斧。

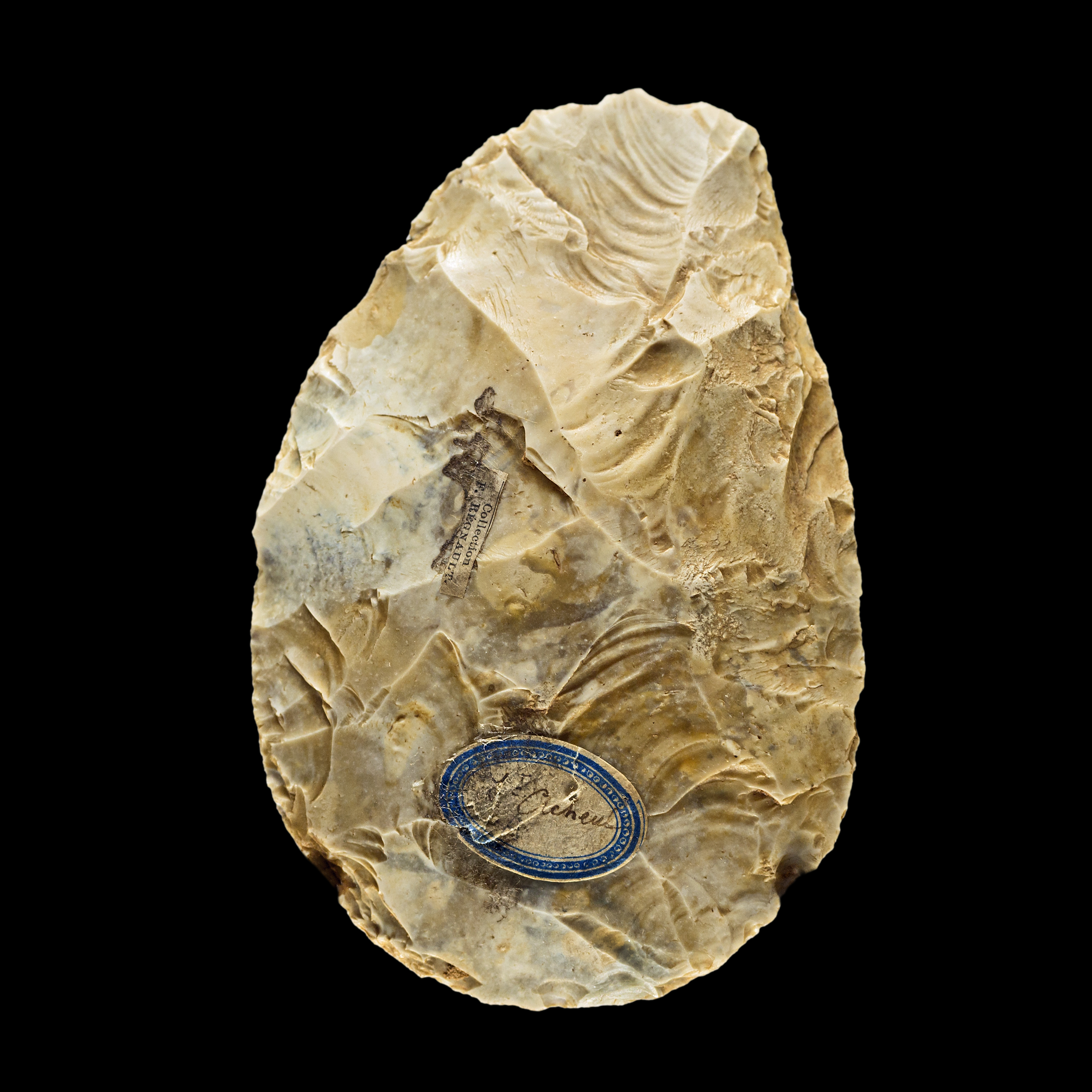
阿修尔手斧（Acheulean handaxes）

這個時期的人們主要是製造簡單的工具以作打獵和採集的用途，以中國周口店發現的北京人為例，據考究，他們使用石器和木棍來獵取野獸，並懂得採集果子來充飢。他們主要居住於山洞，而在考古時，從其洞穴中發現木炭、灰燼、橈燒石、燒骨等痕跡，顯示當時的人們已掌握了使用火的技術，並會砍取樹木作燃料。
總體來說，在舊石器時代早期，人類已經學會了用火，中期出現了骨器，晚期已經能製造簡單的組合工具，而且開始形成了母系氏族等家族式的社會。
元謀猿人、藍田猿人、北京人、山頂洞人等基本上都處於這一時期。

## 中石器時代
在大約二萬年前，最後的冰河時期漸漸過去。人類亦開始改變其生活習慣。因為自然氣候變暖，使採集和漁獵經濟有了較大的發展。而為了在新的環境中能生存下去，新的發明、創造繼續出現，而且比舊石器時代時更多。這就是舊石器時代向新石器時代的過渡階段，也就是中石器時代。 
中石器時代的特色是用燧石組合成的小型工具。在某些地區可以找到捕魚工具、石斧以及像獨木舟和槳這些木製物品。此時代的特點是細石器的製作，將細小石器鑲嵌在矛炳、骨頭、鹿角、木器，和不常見的磨光石器上。現存的藝術成品包括雕刻品和洞穴壁畫，與之前作品相比，其對人類和動物形式的描繪更為精細，可能已經有社會交流的雛形。
這個時代的遺跡並不多，通常都侷限在貝塚。在世界上的森林地區，可以看到森林地開始被開發的跡象。森林地的急遽開墾是新石器時代的事情，因為農業而需要更多土地空間的關係。
馴化也是重要的新石器時代特徵，而隨著農業的出現，中石器時代的人們開始改變其生活。

## 新石器時代
新石器時代在考古學上是石器時代的最後一個階段。以磨製石器為主，大約從公元前一萬年開始，結束時間從距今7,000多年至2,000多年不等。
這個時期，人類開始從事簡單的農業和畜牧，將植物的果實加以播種，並把野生動物馴服以供食用。人類不再只依賴大自然提供食物，因此食物的來源變得穩定。同時農業與畜牧的經營也使人類由逐水草而居變為定居下來，節省下更多的時間和精力。在這樣的基礎上，人類生活得到了更進一步的改善，開始關注文化事業的發展，使人類開始出現文明。
在中國，這個時代出現了仰韶文化、龍山文化、紅山文化、良渚文化、幾何印文陶文化、河姆渡文化和細石器文化等文明。
在新石器時代，人類已經能夠製作陶器、紡織，發明了農業和畜牧業，開始了定居生活。
在新石器時代完結後，人類開始進入銅石并用時代。
台灣新石器時代代表遺址：臺北的圓山遺址（圓山文化）、臺東的卑南遺址（卑南文化）。

## 物質文化

### 工具
石器是由許多不同種類的石頭製成，例如火石及燧石會磨利作為刀或是武器，而玄武岩及砂岩則被作為地面的石材。
有些非靈長類的動物也會使用石器，像海獺就是用石頭打破蚌殼，靈長類不但會製作工具，也會使用工具。但只有人類的生存是依靠工具的使用:p.74。

### 飲食
石器時代的人是由環境中採野生動植物作為他們的食物，其中也包括大量豆類種子。在舊石器時代晚期時（約23,000年前），人類開始加工及食用野生的穀類。
在約15,000至9,000年前，在亞洲、北美洲及澳洲出現像真猛瑪象等巨型動物群的滅絕，這是第一次全新世滅絕事件，因此人物的飲食習慣也開始調整，改以植物為主。

## 现代流行文化和石器时代

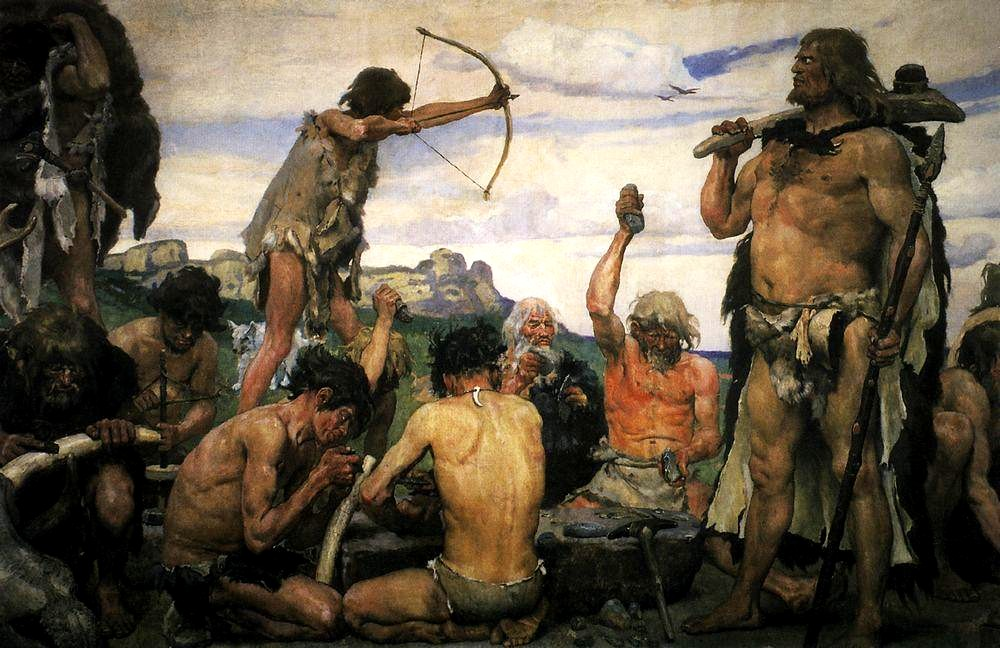
石器时代的图像描述，维克托·瓦斯涅佐夫画。

洞穴人的形象一般被与石器时代联系起来。比如，在一部2003年的纪录片《与洞穴人同行》里讲述了石器时代人类的演化，虽然仅在最后一小段显示了居住在洞穴中的人类，但片名还是和洞穴人相关。流行文化中还常常将人类与恐龙放在同一时代，比如《摩登原始人》。但没有任何科学证据支持人类曾经与恐龙共存过。

### 引用
1. 1 2  謝燕萍，游學華. . Chinese University Press. 1984  [2013-10-29]. ISBN 9622013147. （原始内容存档于2014-07-16）.
2. ↑  . Angelfire.com.   [2013-10-29]. （原始内容存档于2014-06-15）.
3. ↑  . Angelfire.com.   [2013-10-29]. （原始内容存档于2015-01-08）.
4. ↑  . 國立臺灣博物館.   [2013-10-29]. （原始内容存档于2013-05-30）.
5. ↑  藝術與建築索引典—中石器時代[永久]．於2009年12月18日查閱
6. 1 2  . 台灣研究網路化. 中央研究院.   [2013-10-29]. （原始内容存档于2015-05-05）.
7. ↑  Barham, Lawrence; Mitchell, Peter. . Cambridge World Archaeology. Oxford: Oxford University Press. 2008.
8. ↑  Dolores R. Piperno; Ehud Weiss; Irene Holst; Dani Nadel.  (PDF). Nature. 5 August 2004, 430 (7000): 670–3. PMID 15295598. doi:10.1038/nature02734. （原始内容 (PDF)存档于2011年5月4日）.

### 书籍
- Manfred Baur, Gudrun Ziegler: Die Odyssee des Menschen. Ullstein, Berlin 2001. ISBN 978-3-550-07168-3 （德文）
- Marion Benz, Christian Maise: Archäologie. Theiss, Stuttgart 2006. ISBN 978-3-8062-1966-1 （德文）
- Johannes Bergemann: Orientierung Archäologie. Rowohlt, Reinbek 2000. ISBN 978-3-499-55612-8 （德文）
- Reinhard Bernbeck: Theorien in der Archäologie. UTB, Stuttgart 1997. ISBN 978-3-8252-1964-2 （德文）
- Manfred K.H. Eggert: Prähistorische Archäologie. Konzepte und Methoden. UTB, Stuttgart 2005. ISBN 978-3-8252-2092-1 （德文）
- Uta von Freeden, Siegmar von Schnurbein: Spuren der Jahrtausende. Theiss, Stuttgart 2002. ISBN 978-3-8062-1337-9 （德文）
- Egon Gersbach: Ausgrabung heute. Theiss, Stuttgart 1998. ISBN 978-3-8062-1379-9 （德文）
- Andrea Gorys, Christel Gorys: Wörterbuch Archäologie. Marixverlag, Wiesbaden 2004.  ISBN 978-3-937715-29-2 （德文）
- Winfried Henke, Hartmut Rothe: Menschwerdung. Fischer, Frankfurt 2003.  ISBN 978-3-596-15554-5 （德文）
- Winfried Henke, Hartmut Rothe: Stammesgeschichte des Menschen. Springer, Berlin 1998. ISBN 978-3-540-64831-4 （德文）
- Donald C. Johanson, Edgar Blake, David Brill: Lucy und ihre Kinder. Spektrum Akademischer Verlag, Stuttgart 2000.  ISBN 978-3-8274-1049-8 （德文）
- Richard E. Leakey: Die ersten Spuren. Goldmann, München 1999.  ISBN 978-3-442-15031-1 （德文）
- Ina Mahlstedt: Die religiöse Welt der Jungsteinzeit. Theiss, Stuttgart 2004. ISBN 978-3-8062-1839-8 （德文）
- Harald Meller: Der geschmiedete Himmel. Theiss, Stuttgart 2004.  ISBN 978-3-8062-1907-4 （德文）
- Hansjürgen Müller-Beck: Die Steinzeit. Beck, München 2004.  ISBN 978-3-406-47719-5 （德文）
- Manfred Nawroth, Rüdiger von Schnurbein, Rainer-Maria Weiss: Menschen, Zeiten, Räume - Archäologie in Deutschland. Theiss, Stuttgart 2002.  ISBN 978-3-8062-1752-0 （德文）
- Steve Olson: Herkunft und Geschichte des Menschen. Berlin Verlag, Berlin 2003. ISBN 978-3-8270-0500-7 （德文）
- Ernst Probst: Deutschland in der Steinzeit. C. Bertelsmann, München 1991.  ISBN 978-3-570-02669-4 （德文）
- Colin Renfrew, Paul Bahn: Archaeology - Theories, Methods and Practice. Thames & Hudson, London 1991, 52005.  ISBN 978-0-500-28441-4 （英文）
- Ralf W. Schmitz, Jürgen Thissen: Neandertal. Spektrum Akademischer Verlag, Stuttgart 2002.  ISBN 978-3-8274-1345-1 （德文）
- Friedemann Schrenk: Die Frühzeit des Menschen. Beck, München 2003.  ISBN 978-3-406-48030-0 （德文）
- Friedemann Schrenk, Timothy G. Brommage: Adams Eltern. Expeditionen in die Welt der Frühmenschen. Beck, München 2002.  ISBN 978-3-406-48615-9 （德文）
- Klaus-Dieter Linsmeier, Dieter Beste: Die Evolution des Menschen. Spektrum der Wissenschaft  Dossiers. 2 Bde. Spektrum-der-Wiss.-Verl.-Ges., Heidelberg 2000, 2004.  ISBN 978-3-936278-65-1, ISBN 978-3-936278-56-9 （德文）
- Spencer Wells: Die Wege der Menschheit. Fischer, Frankfurt 2003.  ISBN 978-3-10-089430-4 （德文）
- Gerd-Christian Weniger: Projekt Menschwerdung. Spektrum Akademischer Verlag, Heidelberg 2003.  ISBN 978-3-8274-1425-0 （德文）